# Uteun Raya
Uteun Raya is een bestuurslaag in het regentschap Bireuen van de provincie Atjeh, Indonesië. Uteun Raya telt 450 inwoners (volkstelling 2010).